# Renovaționism

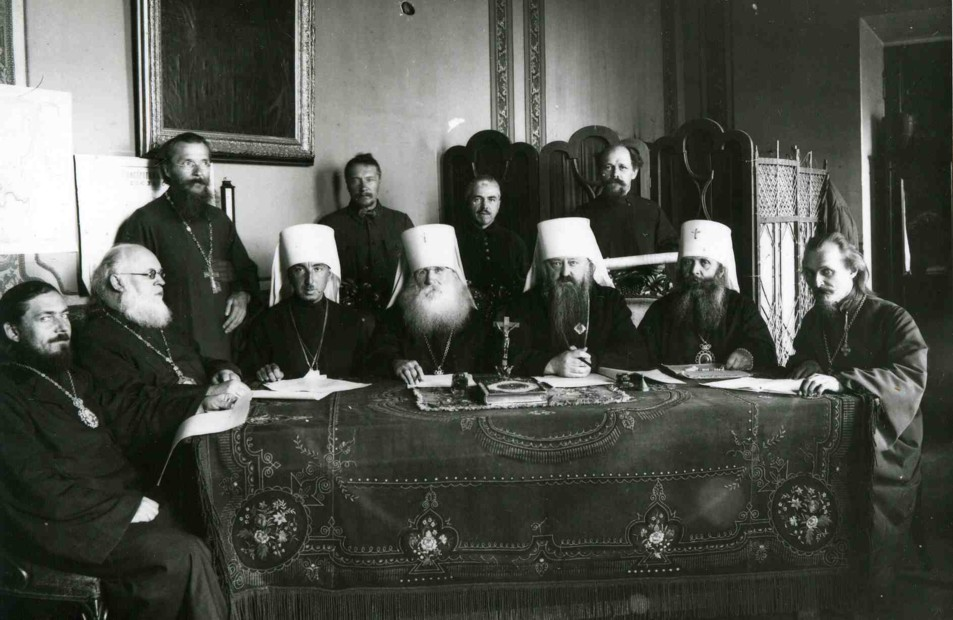
Reuniunea Sfântului Sinod al Reînnoirii din 1926: Gheorghi Juk, Gheorghi Dobronravov, Aleksandr Vvedenski, Veniamin Muratovski, Serafim Rujențev, Alexei Bajenov și protopopul Pavel Krasotin

Renovaționismul (Reînnoirea; autodenumirea oficială a fost Biserica Ortodoxă Rusă; mai târziu, Biserica Ortodoxă din URSS, de asemenea, Schisma Renovaționistă a Reînnoirii, Biserica Vie) a fost o mișcare schismatică în Biserica Ortodoxă Rusă din 1922 până la sfârșitul anilor 1940.
Renovaționismul apărut în mai 1922, când, la inițiativa și cu participarea activă a autorităților de stat din Rusia Sovietică, un grup de clerici ortodocși, care a luat numele de Biserica Vie, a încercat să îl înlăture pe întâistătătorul Bisericii Ruse de la conducerea bisericii. Patriarhul Moscovei și al întregii Rusii al Bisericii Ruse Tihon, pentru care au format Administrația Bisericească Supremă (Высшее Церковное Управление, ВЦУ, VȚU) . Arestarea Patriarhului Tihon, încetarea funcționării Administrației Patriarhale Bisericești și sprijinul autorităților sovietice (inclusiv al organelor sale represive ) a dus la creșterea rapidă a renovaționismului. În 1922-1923 - mai mult de jumătate din episcopii și parohiile rusești au fost subordonate structurilor renovaționiste. Cu toate acestea, eliberarea patriarhului Tihon din închisoare în vara anului 1923 a provocat o întoarcere în masă a clerului și a laicilor la biserica patriarhală. În 1923, toate grupurile de reînnoire au fost dizolvate în mod oficial, iar Sfântul Sinod al Bisericii Ortodoxe Ruse a fost format pentru a înlocui Administrația Bisericească Supremă, cu un președinte în fruntea acestuia. Președinții Sinodului au fost succesiv: Evdokim (Meșcerski) (1923-1925), Veniamin (Muratovsky) (1927-1930), Vitali (Vvedenski) (1930-1935). După autodizolvarea forțată a Sinodului în primăvara anului 1935, controlul unic a trecut la Vitali (Vvedenski), iar în octombrie 1941 la Alexandr Vvedensky. La începutul anilor 1930, ca parte a politicii generale de distrugere a vieții religioase în URSS, autoritățile au încetat efectiv să mai facă distincție între „renovaționiști” și „tihonoviști”.. În timpul Marii Terori din 1937-1938, represiunea în masă și închiderea bisericilor au adus renovaționismul în pragul prăbușirii . 
Odată cu izbucnirea Marelui Război Patriotic (1941) a urmat o anumită revigorare a activității parohiale și încercări de refacere a structurilor eparhiale renovaționiste. În septembrie 1943, statul a aprobat și sprijinit conducerea „orientării Bisericii Vechi” condusă de mitropolitul Serghie (Stragorodski) în „Sinodul Arhireilor Bisericii Ortodoxe Ruse pentru alegerea unui patriarh, după care autoritățile au trecut la eliminarea structurile renovaționiste, ai căror clerici au început să migreze în masă spre Patriarhia Moscovei. Moartea lui Alexandru Vvedensky în 1946 este în general considerată ca fiind sfârșitul „reînnoirii”, deși ultimul ierarh renovaționist nepocăit, Filaret (Iațenko),, a murit în 1951 .
Renovaționismul este considerat o mișcare reformatoare care își are originea în reforma religioasă de la sfârșitul secolului al XIX-lea și începutul secolului al XX-lea , dar istoricii bisericești moderni contestă acest lucru. Deși în prima perioadă ideologii renovării au venit cu programe de reformă bisericească, cu excepția introducerii  căsătoriei episcopilor și a celibatului pentru clerici, acestea fie nu au fost deloc implementate, sau au fost aplicate în mod restrâns.
Potrivit cercetătorilor contemporani din Biserica Ortodoxă Rusă, principalul conținut al mișcării renovaționiste a fost recunoașterea „justeții loviturii sociale din  care a avut loc în țară”, acordul cu noua putere din Rusia sovietică, căutarea unui nou acord cu acesta, dorința de politizare a Bisericii și cooperarea activă cuGPU/OGPU/NKVD.

## Istoric

### Începutul schismei
În pregătirea confiscării bunurilor de valoare ale biserici, liderii bolșevici (în primul rând  Troțki) au decis să „mobilizeze” urgent clerul loial autorităților, să îl aducă la o ruptură completă cu Administrația Bisericească Supremă și să creeze cu ajutorul lor o administrație bisericească alternativă, controlată în totalitate de regim, atât la centru cât și în provincie. În noaptea de 12 mai 1922, arhiepiscopul Alexandr Vvedenski a sosit de la Petrograd împreună cu doi dintre colegii săi, preoți Vladimir Krasnițki și Evgheni Belkov, însoțit de ofițeri ai GPU, a ajuns la Biserica Sfintei Treimi dătătoare de viață din Troitskaya Sloboda, unde Patriarhul Tihon se afla atunci în arest la domiciliu. Acuzându-l că a dus o politică periculoasă și nechibzuită, care a dus la o confruntare între Biserică și stat, Vvedenski i-a cerut lui Tihon să renunțe la puterile sale pe durata arestului. După o oarecare reflecție, Tihon a semnat o hotărâre prin care a transferat temporar din 16 mai autoritatea bisericească către mitropolitul Iaroslavlui, Agafangel (Preobrazhensky).
La 14 mai 1922, în Izvestia a apărut un „Apel către fiii credincioși ai Bisericii Ortodoxe din Rusia”, în care se cerea judecarea celor „responsabili de distrugerea Bisericii” și se afirma că „războiul civil al Bisericii împotriva statului” trebuie să ia sfârșit.
La 15 mai 1922, delegația renovaționiștilor a fost primită de președintele Comitetului Executiv Central al întregii Rusii Mihail Kalinin, iar a doua zi s-a anunțat că a fost înființată o nouă Administrație Bisericească Supremă. Această administrație era formată în întregime din susținători ai reformei. Primul său conducător a fost episcopul Antonin (Granovski, ridicat la rangul de mitropolit de către renovaționiști. A doua zi, autoritățile, pentru a facilita preluarea Biroului Patriarhal de către renovaționiști și a puterii patriarhului, l-au transportat pe Patriarhul Tihon la Mănăstirea Donskoi din Moscova, unde a fost izolat în mod strict.
Au fost trimise telegrame de la Secretariatul  Comitetului Central al Partidului Comunist al Uniunii Sovietice (bolșevicii) către toate comitetele provinciale ale bolșevicilor din teritoriu, în care se menționa necesitatea de sprijin pentru noile structuri care se înființau. GPU a exercitat în mod activ presiuni asupra episcopilor de la conducere pentru a obține recunoașterea de către aceștia a Administrației Bisericești Supreme și a așa-numitei „Biserici Vii”. A fost organizate acțiuni de represiune împotriva clerului „tihonovist” .
Una dintre figurile care au contribuit în mare măsură la scindarea bisericii ar trebui să fie considerată un angajat al OGPU, Eugheni Tucikov. Renovaționiștii din cercul lor îl numeau „egumenul”, dar el prefera să se numească pe sine însuși „procurorul-șef sovietic”..
În raportul său privind activitățile departamentului în 1923, șeful departamentului VI al OGPU, Tucikov, i-a raportat vicepreședintelui OGPU, Viaceslav Menjinsi, scriind în mod special următoarele:
```
După ce l-a trimis pe Tihon într-un alt sediu (Mănăstirea Donskoi) și s-a instalat în fosta administrație patriarhală, acest grup s-a autoproclamat Administrație Bisericească Supremă provizorie și s-a adresat credincioșilor cu o declarație prin care Tihon este declarat un criminal de stat și i-a chemat pe credincioși să lupte împotriva contrarevoluției Bisericii. Din acel moment, în contrast cu politica antisovietică a lui Tihon, a început o politică în spiritul puterii sovietice, iar vechii episcopi și preoți proeminenți ai lui Tihon au fost înlocuiți de susținătorii lor. Astfel, într-un timp scurt de 3-4 luni, aproape tot aparatul antisovietic al lui Tihon, adică episcopii și birourile eparhiale (guberniale) au fost înlocuite de susținători ai Administrației Supreme a întregii Uniuni. Acest lucru a marcat începutul unei scindări în Biserica Ortodoxă și o schimbare în orientarea politică a aparatului ecleziastic  
```

La 29 mai 1922, la Moscova, cu sprijinul tacit al GPU, are loc la Moscova ședința de înființare a "Bisericii vii" (cu puțin timp înainte, membrii care s-au alăturat grupului au început să editeze o revistă sub acest nume), care este condusă de arhimandritul Vladimir Krasnițki. Semnificația mișcării de reînnoire era văzută de revistă ca eliberând clerul „de opresiunea asfixiantă a monahismului”, care „trebuie să pună mâna pe organele de guvernare bisericească și trebuie să obțină în mod necesar acces liber la rangul episcopal”, scria Krasnițki în nr. 2 al revistei „Biserica Vie” .
La 16 iunie 1922, Mitropolitul Vladimirului, Serghie (Stragorodski), Arhiepiscopul Evdokim (Meșcerski) de Nijni Novgorod și Arhiepiscopul Serafim (Meșceriakov) de Kostroma au recunoscut în mod public prin așa-numitul „Memorandum al celor trei” Administrație Bisericească Supremă înnoitor ca fiind singura autoritate bisericească canonică. Exemplarul original a fost semnat și de episcopul Vasilsurskului, Macarie (Znamenski), care se afla întâmplător la la Nijni Novgorod, dar semnătura acestuia din urmă a fost omisă când documentul a fost publicat în presa renovaționistă..
În perioada 6-16 august 1922 a avut loc la Moscova Congresul pan-rus al Bisericii vii, la care au venit 190 de delegați din 24 de eparhii. În cursul discuțiilor, majoritatea delegaților s-au pronunțat în favoarea desființării „privilegiilor” monahismului.
În aceeași lună, episcopul Antonin (Granovski), președinte al Administrației Bisericești Supreme din toată Uniunea, s-a desprins de Biserica Vie și a organizat Uniunea pentru Renașterea Bisericii (URB). Cu toate acestea, URB și-a căutat sprijinul nu în cler, ci în laici, singurul element capabil să „încarce viața bisericii cu o energie revoluționară-religioasă”.
În toamna aceluiași an, Vvedenski și Boyarski au părăsit Biserica Vie din cauza dezacordului cu Krasnitski și au organizat „Uniunea Comunităților Bisericii Apostolice Vechi” (SODAȚ).
Divizarea în diferite grupuri a avut loc nu numai din cauza ambițiilor personale ale liderilor renovaționiști, ci și din cauza agendelor diferite urmărite de liderii lor. Biserica Vie a susținut reforme radicale (introducerea episcopatului „alb”, permisiunea renunțării la celibatului pentru clerici, lichidarea mănăstirilor); Uniunea Renașterii Bisericii a căutat „o întoarcere la ordinea democratică creștină timpurie a vieții bisericești și la comunizarea acesteia pe principiile egalității, fraternității și libertății”, păstrând în același timp monahismul. „Uniunea Comunităților Bisericii Apostolice Vechi” a fost ghidată de principiul organizării parohiei ca o „comună de muncă religios-morală”.
Toate cele trei grupuri renovaționioste și-au început lupta pentru putere în Administrația Bisericească Supremă, cu ajutorul GPU, care încă de la începutul schismei i-a dirijat efectiv pe toți liderii săi . De asemenea, au apărut și o serie de alte grupuri mai mici, mai mici, care au dorit reformrea bisericii. Fiecare grup și-a dezvoltat propriul program de reforme ecleziastice, conceput pentru o reînnoire mai mult sau mai puțin radicală a Bisericii Ortodoxe Ruse.
Până la sfârșitul anului 1922, renovaționiștii reușiseră să ocupe două treimi din cele 30.000 de biserici aflate atunci în funcțiune. Potrivit lui Anatoli Krasnov-Levitin, care cunoștea personal multe figuri ale renovaționismului:
În general, clerul renovaționist poate fi împărțit în 4 grupe: primul este grupul cel mai numeros, preoții „gri”, care cer reforme. Al doilea sunt ticăloși care s-au alăturat renovaționismului în căutarea unei cariere rapide, grăbindu-se să se bucure de „libertatea moravurilor” permisă de renovaționiști. Episcopul Antonin a spus despre ei că sunt: „Butoiul de lături al Bisericii Ortodoxe”. Aproape toți erau agenți ai GPU. Al treilea sunt moderniștii ideologici, care au căutat cu sinceritate reînnoirea bisericii. Aceștia trăiau în mizerie, în parohii dărăpănate, asupriți de de autorități și de superiorii lor spirituali și nerecunoscuți de popor. Aproape toți au ajuns în lagăre. Al patrulea sunt ideologii renovaționismului. Oameni străluciți, talentați, ambițioși, care au ieșit la suprafață pe creasta valului revoluționar. (Bonapartiștii Bisericii, ca să spunem așa). Printre aceștia, mulți, deși nu toți, au fost, de asemenea, asociați cu GPU..  
În rândurile renovaționiștilor se aflau, de asemenea, mulți membri activi ai partidelor de extremă dreapta, reprezentanți ai fostului cler de la curte și ai celui militar. Una dintre figurile cheie și agentul principal al GPU în cadrul Bisericii Vii a fost arhiepiscopul Vladimir Krasnițki, membru al Uniunii poporului rus înainte de revoluție.
Un alt membru activ al „Uniunii poporului rus” a fost un renovaționist proeminent, preotul Serghei Kalinovski. În general, la primul consiliu al Bisericii Vii din 1922, din șase vorbitori, trei erau foști membri ai Uniunii Poporului Rus: Vladimir Krasnițki, Dimitri Adamov, Alexei Diakonov. Acesta din urmă a devenit episcopul renovaționist al Harkovului. Printre renovaționiștii activi se numărau deputați de dreapta din Duma prerevoluționară - arhiepiscopul Grigori Mankovski, care a devenit episcopul renovaționist Fotie. Deputații celei de-a patra Dume protopopii Tihon Popov și Vladimir Lentovskiau devenit ierarhi renovaționiști. Arhiepiscopul Alexandr Nadejdin, care a candidat pentru Uniunea Poporului Rus la alegerile pentru Duma, a devenit episcop renovaționist de Vologda.

### 1923—1925

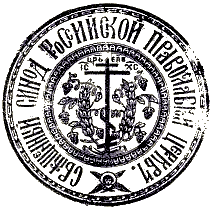
Sigiliul Sfântului Sinod al Bisericii Ortodoxe Ruse, 1924.

„Cel de-al doilea Sinod Local Pan-Rus” (primul Sinod Renovaționist) a fost deschis la 29 aprilie 1923, la Moscova, în  Catedrala Hristos Mântuitorul, după liturghie și o rugăciune solemnă, celebrată de Mitropolitul Antonin al Moscovei și al întregii Rusii, însoțit de 8 episcopi și 18 protopopi - delegați la Conciliu. A fost citită scrisoarea Administrației Bisericești Superioară privind deschiderea Sinosului, salutul guvernului republican și salutul personal al Mitropolitului Antonin, președintele Administrației Bisericești Superioare . Pe 3 mai, Sinodul a adoptat o rezoluție de sprijinire a guvernului sovietic și a anunțat caterisirea și privarea de monahism a „fostului patriarh” Tihon..
Patriarhia a fost desființată ca fiind „un mod monarhic și contrarevoluționar de a conduce Biserica”. La 5 mai, la raportul Mitropolitului Antonin, Sinodul a decis să treacă la calendarul gregorian începând cu „12 iunie a acestui an”.; La 7 mai i-a excomunicat pe toți participanții la „Primul Sobor al bisericii ruse din străinăte de la Sremski Karlovci” din 1921 . În cadrul întâlnirilor s-a legalizat echivalența episcopatului căsătorit și celibatar și, după o oarecare ezitare, a doua căsătorie a preoților. S-a menținut „cultul relicvelor” și ideea de „mântuire personală”. Mănăstirile au fost închise și transformate în comune și parohii de muncă. Administrația Bisericească Supremă a fost transformat în Sovietul Suprem al Bisericii, care a fost recunoscut („legalizat”) de către Comisariatul Poporului pentru Justiție.
Patriarhul Tihon, care se afla în stare de arest, nu a recunoscut deciziile Sinodului renovaționist și i-a anatematizat pe renovaționiști ca fiind o „adunare ilegală” și o „instituție antihristică”.
Astfel, speranțele unei părți semnificative a clerului și a credincioșilor că Sinodul va aduce reconciliere, va aplana contradicțiile și va arăta drumul spre viitor nu s-au realizat..
Introducerea dreptului la căsătorie pentru clericii de rang înalt și distribuirea activă a distincțiilor și rangurilor a provocat o reacție negativă din partea multora. Mitropolitul Palladie (Șerstennikov) a scris:
Pe vremuri, înaltul rang de mitropolit se dădea doar pentru merite deosebite în fața Bisericii, mitra arhierească împodobea doar capetele a câtorva, cei mai vrednici, și erau și mai puțini preoți purtători de mitră, dar acum, uite, pentru ce astfel de merite au făcut renovaționiștii nenumărați mitropoliți ... și au împodobit un număr atât de mare de persoane cu mitra arhierească? Mulți, chiar foarte mulți preoți de rând s-au împodobit cu mitre. Sau sunt atât de mulți dintre ei foarte merituoși?
Și mai radical în opinii a fost Antonin (Granovski), care s-a certat cu alți lideri renovaționiști:
Până la Sinodul din 1923, nu mai rămăsese nici un bețiv, nici un ticălos care să nu fi pătruns în administrația Bisericii și să nu se acopere cu un titlu sau cu o mitră. Arhierii din Biserica Vie și Uniunea Parohiilor din Biserica Apostolică Veche nu au dorit să fie hirotoniți episcopi; ei au fost numiți imediat în al doilea rang, cel de arhiepiscop. Întreaga Siberie era acoperită de o rețea de arhiepiscopi, care săltau în scaunele episcopale direct de la rangul de diaconi beți. S-a născut un număr incredibil de arhiepiscopi și mitropoliți, cărora le lipsește pânza albă pentru camifalca lor. A apărut o monstruoasă delațiune preoțească, nestăpânită, prădătoare, nesățioasă, un fel de sadism recompensator...….  
La 27 iunie 1923, Patriarhul Tihon a fost eliberat din închisoare de către autorități, după ce mai mulți dintre ierarhii, clericii și laicii, care trecuseră la renovaționism, s-au pocăit și au renunțat la păcatul schismei. A avut loc o restaurare rapidă a structurilor bisericii „patriarhale” sau „tihonoviste”, deși aceasta era considerată de autoritățile de stat ca fiind o „organizație ilegală”. Pe de altă parte, situația de criză din cadrul renovaționiștilor era în creștere. Atunci, autoritățile au început să folosească noi tactici în activitatea de îndrumare a schismei renovaționiste. Sarcina era de a subordona toate grupurile renovaționiste unui singur organism central, care urma să aibă o înfățișare mai respectabilă, pentru a contracara tabăra tihonovistă.
Pentru a consolida rândurile opoziției bisericești, la 24 iulie 1923, Comisiei antireligioase din cadrul CC al PCUS a decis să reunească toate grupurile reformatoare într-o singură entitate. La 8 august 1923, plenul Consiliului Suprem Bisericesc (o reuniune a episcopilor și reprentanțior autorizați ai Consiliului Suprem Bisericesc) a hotărât să dizolve toate mișcările renovaționiste și să redenumească Consiliul Suprem Bisericesc „Sfântul Sinod al Bisericii Ortodoxe Ruse”, condus de Evdokim (Meșcerski). A fost proclamată dorința de a uita toate diviziunile, de a pune capăt disputelor publice. „Biserica Vie” nu s-a conformat acestei decizii și a continuat să funcționeze independent. După ce a pierdut sprijinul autorităților civile, aceasta a fost redusă la un mic grup de adepți ai liderului său (Krasnițki). Nici liderul Uniunii pentru Renașterea Bisericii, Antonin (Granovski), nu a recunoscut Sinodul de reînnoire.
La 2/15 aprilie 1924, patriarhul Tihon le-a interzis liderilor schismei renovaționiste să slujească în preoție și le-a interzis să aibă comuniune prin rugăciune cu renovaționiștii.
În perioada 10 - 18 iunie 1924 a avut loc la Moscova "Marele Sinod Preasfânt al Bisericii Ortodoxe Ruse", de orientare reînnoită, care l-a ales ca președinte de onoare pe Patriarhul al Constantinopolului Gregorie al VII-lea. Grigorie al VII-lea era favorabil renovaționismului, fiind sub presiunea politică a kemaliștilor, era reprezentat la Moscova de arhimandritul Vasilios (Dimopoulos). Se intenționa convocarea în 1925 a unui conciliu evanghelic la Ierusalim pentru o rezolvare pan-ortodoxă a problemelor urgente. Reuniunea a cerut Sovietului Comisarilor Poporului să acorde clericilor drepturile similare cu ale membrilor de sindicat, să acorde preoților permisiunea să predea religia copiilor până la vârsta de 11 ani, păstrarea registrelor de stare civilă, returnarea icoanelor făcătoare de minuni și a relicvelor confiscate. Toate cererile au fost respinse.
La 1 noiembrie 1924, Comisia Anti-Religioasă a decis să îl însărcineze pe Evgheni Tucikov ca „prin intermediul Sinodului Reînnoirii să lanseze o campanie pentru formarea de grupuri renovaționiste în străinătate, cărora plenipotențiarii noștri să le poată transfera proprietăți bisericești în legătură cu recunoașterea URSS.” În SUA, renovaționiștii au reușit să obțină un oarecare succes și, prin eforturile arhiepiscopului căsătorit Ivan (John) Kedrovsky numit în SUA, au reușit să pună stăpânire pe câteva zeci de biserici, inclusiv pe Catedrala Sfântul Nicolae din New York. În Europa, renovaționiștii nu au reușit să obțină vreun succes semnificativ în răspândirea influenței lor, deși astfel de încercări au fost făcute în mod repetat cu ajutorul activ al misiunilor diplomatice sovietice.
Renovațiștii au primit cu mare entuziasm vestea morții patriarhului Tihon în aprilie 1925 și, câteva zile mai târziu, au anunțat convocarea iminentă a celui de-al doilea „Consiliu Local” al lor, în urma căruia sperau să învingă în cele din urmă „tihonovismul” sub pretextul „reconcilierii”. Totodată, ei au atribuit un rol important Patriarhiei Constantinopolului. .
În perioada 1-10 octombrie 1925, în Catedrala Hristos Mântuitorul din Moscova, renovaționiștii au ținut cel de-al doilea sinod („Al treilea sinod local al Bisericii Ortodoxe din URSS de pe teritoriul întregii Rusii”).). În cursul pregătirii sale, renovaționiștii i-au invitat la Catedrală pe „tihonoviști”, care își pierduseră liderul odată cu moartea Patriarhului, sperând că se va realiza unificarea. Dar planurile lor au fost zădărnicite. Mitropolitul patriarhal Piotr (Polianski) a declarat printr-un mesaj special viitorul sinod o „adunare ilegală” cu un. La sinod au participat 90 de episcopi, 109 clerici și 133 de delegați laici.. Consiliul a ales ca președinte de onoare pe Patriarhul al Constantinopolului, care a trimis Consiliului un mesaj salut adunării. .
În cadrul soborului, Alexandr Vvedensky a citit o scrisoare a episcopului Nicolai Solovei, care afirma în mod tendențios că, în 1924, patriarhul Tihon și mitropolitul Piotr (Polianski) ar fi trimis la Paris o binecuvântare Marelui Duce  Kiril Vladimirovici pentru a ocupa tronul imperial. Vvedenski l-a acuzat pe Mitropolitul patriarhal Piotr (Polianski) că ar fi făcut o alianță cu centrul politic al Gărzii Albe și a tăiat astfel posibilitatea negocierilor. Cei mai mulți membri ai adunării, au crezut aceste afirmați și au fost șocați de acest mesaj și de prăbușirea speranțelor de a restabili pacea în Biserică.
Sinodul a refuzat în mod oficial să realizeze reforme, nu numai în dogmatică și cult, ci și în modul de viață bisericească. Prin rezoluția sa din 5 octombrie, Sinodul a permis, „ținând cont de condițiile vieții de zi cu zi din Rusia, în care trecerea imediată la noul stil provoacă adesea complicații nefavorabile", folosirea atât a calendarului pe stil nou cât a celui pe stil vechi, „crezând că autoritatea viitorului sinod ecumenic va rezolva definitiv această problemă și va stabili un calcul uniform al timpului bisericesc în toate Bisericile Ortodoxe”..
Într-o referință (Anexa 1 la Actele Conciliului), publicată în organul oficial, Vestitorul Sfântului Sinod al Bisericii Ortodoxe Ruse, nr. 7, 1926, se dau următoarele cifre consolidate la 1 octombrie 1925 privind structurile din „comuniune canonică și sub jurisdicția Sfântului Sinod”: total eparhii - 108, biserici – 12.593, episcopi - 192, clerici – 16.540.

### 1926—1936

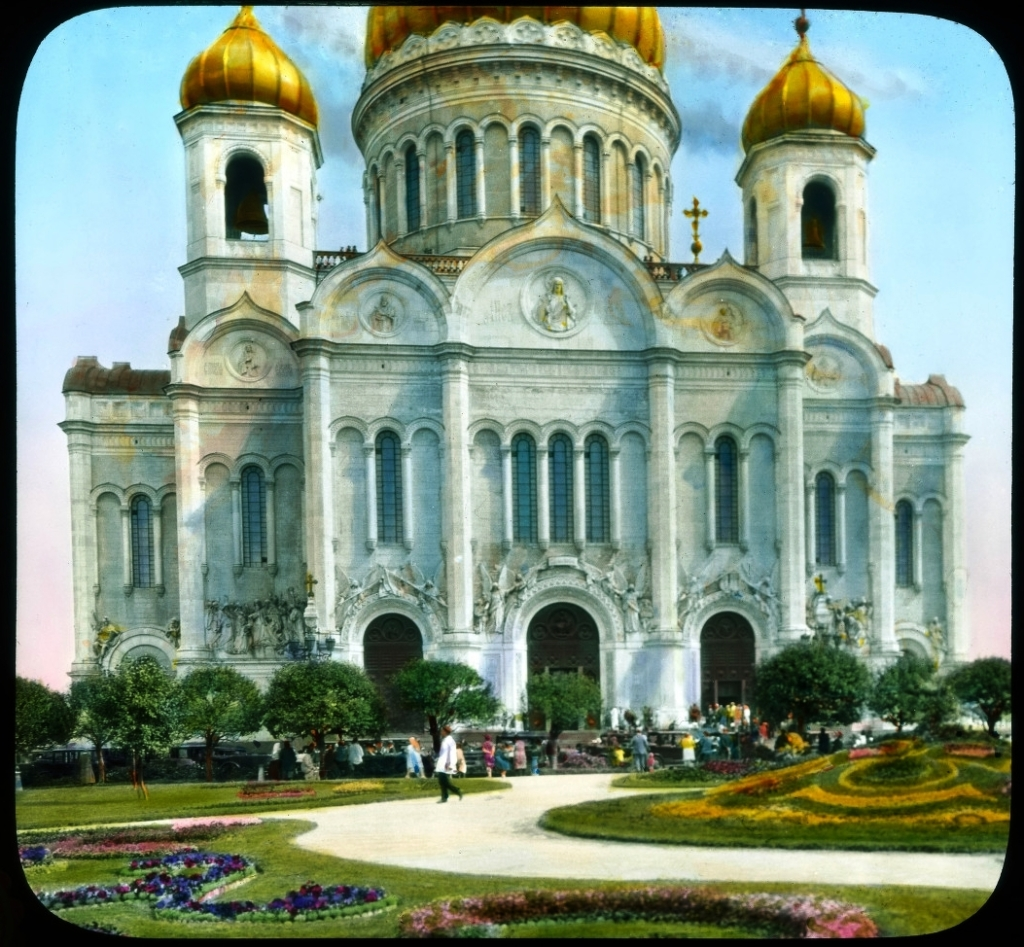
Catedrala Hristos Mântuitorul din Moscova.
După preluarea sa în 1922 și înainte de demolarea din 1931, a fost principala biserică renovaționistă.

După Sinodul din 1925, renovaționismul a început să-și piardă în ritm accelerat susținătorii. Dacă la 1 octombrie 1925, renovaționiștii dețineau 9.093 de parohii în toată țara (circa 30% din total), la 1 ianuarie 1926 - 6.135 (21,7%), atunci la 1 ianuarie 1927 - 3.341 (16,6% ). După sinodul din 1925, potrivit istoricului Anatoli Krasnov-Levitin, perioada „romantică” de „furtună și valuri” a schismei renovaționiste s-a încheiat în sfârșit și a început perioada clerical-birocratică, reprezentând „o sinteză a „consistoriului prerevoluționar și a comitetului executiv provincial"..
În noiembrie - decembrie 1927, Sfântul Sinod al Bisericii Ortodoxe Ruse a fost redenumit Sfântul Sinod al Bisericilor Ortodoxe din URSS. Acest lucru a fost dictat de dorința conducerii renovaționiste de la Moscova de a conferi organismului lor suprem o mai mare importanță în legătură cu activitățile paralele ale Sinoadelor bisericilor renovaționiste ucrainene și belaruse..
După legalizarea Bisericii Patriarhale în persoana mitropolitului  Serghie (Stragorodski) și a Sfântului Sinod Patriarhal Provizoriu în 1927, influența renovaționismului a continuat să scadă. Patriarhul Constantinopolului a anunțat imediat recunoașterea acestui Sfânt Sinod, continuând, însă, să cheme la împăcare cu renovaționiștii.
În 1929, cursul politicii dintre stat și biserică s-a schimbat dramatic. La 8 aprilie 1929, Comitetul Central Executiv al întregii Rusii și Sovietul Comisarilor Poporului din RSFSR au adoptat „Legea privind asociațiile religioase”. Societățile religioase și-au pierdut dreptul de a fi persoane juridice și au fost obligate să nu se angajeze în nicio altă activitate decât satisfacerea nevoilor religioase ale credincioșilor și numai în limitele lăcașurilor de rugăciune. O Comisie permanentă pentru culte, prezidată de P. G. Smidovici, a fost înființată în cadrul Prezidiului Comitetului Executiv Central al întregii Rusii pentru a examina problemele legate de activitățile asociațiilor religioase. 
Comisia a fost formată din reprezentanți ai Comisariatelor pentru Afaceri Interne, Justiție, Educație, Finanțe și OGPU. Odată cu adoptarea noii legi, a fost lansată, de fapt, o campanie anti-religioasă. A început închiderea în masă a bisericilor, încălcând legislația în vigoare. Clerul a început să fie recrutat în mod activ pentru muncă și, în unele cazuri, au fost judecați pentru fapte penale. Acest lucru a dus la o reducere drastică a numărului de parohii și la o deteriorare a nivelului de trai al clerului. În primăvara anului 1930, conducerea țării a fost nevoită să ia o serie de măsuri care au permis stoparea abuzurilor la nivel local și restituirea unora dintre lăcașurile de rugăciune care fuseseră închise. În aceste condiții dificile, renovaționiștii, profitând de atitudinea favorabilă a autorităților, nu au încetat să încerce să acapareze biserici de alte orientări. În timp ce în 1929 existau 2.913 biserici renovaționiste în RSFSR, în 1931 existau 3.283 de biserici și 262 de case de rugăciune. În total, în 1931, pe teritoriul URSS, biserica renovaționistă avea 4.367 de asociații religioase cu 4.159 de lăcașuri de rugăciune.
În 1928-1929, odată cu noua împărțire administrativ-teritorială a țării, a fost restabilită Mitropolia Transcaucaziei și au fost înființate noi mitropolii: a Kazahstanului, Volgăi Inferioare, Volgăi Mijlocii, Cernoziomul Central, Vestului, Ivanovoului, Moscovei și Nordului. La acea vreme, biserica renovaționistă avea un total de 16 biserici metropolitane.
Fiecare eparhie mitropolitană avea o administrație ecleziastică, care consta dintr-un plen și un prezidiu. Plenul Administrației Mitropoliei a inclus din oficiu episcopi diecezani, precum și un număr egal de clerici și laici aleși la congresul mitropolitan. Plenul se întrunea cel puțin de două ori pe an. Componența Prezidiului a fost aleasă de către plen dintre membrii săi și se întrunea de mai multe ori pe săptămână. Președintele plenului și al prezidiului Administrației Bisericii Mitropolitane era mitropolitul din oficiu, ales tot de către Adunarea Mitropolitană și aprobat de către Sinod. Toate hotărârile Administrației Mitropoliei au fost adoptate cu majoritate de voturi și aprobate tot de Sinod. În același mod s-au construit administrația eparhială și vicarială. . Creșterea dramatică a numărului de metropole renovaționiste în anii 1930 a avut loc în legătură cu modificarea structurii administrative a vastelor regiuni și teritorii din care era compusă țara. În 1931, foarte întinsa mitropolie a Siberiei a fost împărțit în mitropoliile Siberiei de Vest, respectiv de Est. În același an, a fost înființată mitropolia Kazanului.
La 15 mai 1932 a fost sărbătorită în mod solemn cea de-a zecea aniversare a renovaționismului. În perioada premergătoare aniversării a fost elaborat un întreg program de evenimente de celebrare, atât la nivel central, cât și la nivel local. Au fost elaborate așa-numitele „Note privind istoria mișcării de renovare” în fiecare eparhie pe baza materialelor de arhivă și a amintirilor celor care au luat parte la evenimente. În ziua sărbătorii, a primit distincții prin decretul Sinodului un număr mare de clerici și laici. În decembrie 1933, conform statisticilor de stat, numărul lăcașurilor de rugăciune active în rândul renovaționiștilor era de 4.157, adică 11,6 % din totalul din țară. Prin comparație, tihonoviștii a avut 2.676 de lăcașuri, adică 63%..
La 19 septembrie 1934, Sfântul Sinod al Bisericilor Ortodoxe din URSS a decis să definească „biserica veche” ca fiind o schismă eretică. S-a decis să fie avertizați credincioșii să evite să primească sacramentele de la slujitorii „bisericii vechi” și să se închine în lăcașurile „bisericii vechi”. Clericii hirotoniți înainte de 15 iulie 1923, care treceau la renovaționism, trebuiau să facă mai întâi act de pocăință pentru ca să li se permită să slujească și să li se recunoască rangurile. Clericii care fuseseră hirotoniți după 15 iulie 1923 trebuiau accepte că nu au primit hirotonirea canonică plină de har, iar hirotonirea trebuia să fie acordată numai după o testare corespunzătoare. Comunitățile de credincioși urmau să fie primite numai cu permisiunea Sinodului, iar bisericile care urmau să fie anexate trebuiau să fie încadrate la un rang inferior.
La 20 decembrie 1934, un decret al Sfântului Sinod al Bisericilor Ortodoxe din URSS a lichidată independența bisericilor renovaționiste din Ucraina și Belarus. Mitropoliții Harkovului Pimen (Pegov) și al Minskului Daniil (Gromovenko), care își exprimaseră dezacordul față de această decizie, au fost pensionați. Eparhiile ucrainene au fost comasate într-un exarhat.
În 1934, Mitropolia Cernoziomului Central a fost împărțită în Voronej și Kursk, Mitropolia Uralilor în Sverdlovsk, Celeabinsk și Omsk, Mitropolia Volgăi Centrale în Kuibîșev și Orenburg, iar Mitropolia Azov-Marea Neagră a fost separată de Mitropolia Caucazului de Nord. În 1935 s-au format mitropolia Belarusului și cea a Kalininului, în timp ce mitropolia Siberiei de Est a fost împărțită în mitropolia Irkutsk și Krasnoiarsk..
La 29 aprilie 1935, membrii Sfântului Sinod, mitropoliții Vitalie (Vvedenski) și Alexandru (Vvedenski), protopresbiterul Dmitri Adamov și profesorul Serghei Zarin au semnat decretul „Cu privire la desființarea sistemului colegial de conducere a Bisericii Ortodoxe renovaționiste”. Sfintele Sinoade din URSS, Ucraina și Belarus, administrațiile bisericești mitropolitane, eparhialr și vicariale au fost dizolvate, iar membrii acestor structuri au fost au fost radiați din înregistrările organelor de stat. Puterea supremă în Biserica renovaționistă a trecut în mâinile Primului ierarh Vitali (Vvedenski, iar puterea în mitropolii, eparhii și vicariate în mâinile arhireilor conducători. Primului ierarh i s-a acordat dreptul de a convoca așa-numitele „micile consilii ale episcopilor”, dacă este necesar, și de a numi un adjunct dintre mitropoliții regionali în caz de absență sau deces. Mitropoliții din Kiev și Minsk au fost însărcinați cu sarcina de a-l asista pe primul ierarh în administrarea parohiilor bisericești de pe teritoriul lor. După cum notează Valeri Lavrinov, renovaționismul a primit o lovitură zdrobitoare, deoarece colegialitatea fusese inițial principiul de bază al mișcării.
La începutul anului 1936 a fost înființat ultima mitropolie renovaționistă, mitropolia de Iaroslavl. Până la 1 aprilie 1936, existau 2.876 de biserici renovaționiste în URSS. Existau 26 de mitropolii și exarhatul ucrainean. Trei biserici – din Vladivostok, Baku și Iakutsk – se aflau sub autoritatea directă a primului ierarhului .

### Sfârșitul renovaționismului
În cursul Marii Terori, arestările în masă ale episcopilor, clerului și laicilor activi ai Bisericii renovaționiste, inclusiv a celor care colaboraseră de mult timp cu NKVD, au adus Biserica renovaționistă în pragul colapsului. În 1937 au fost împușcați 61, iar în 1938 25 de episcopi renovaționiști. A avut loc o închidere în masă a bisericilor, ceea ce a dus la lichidarea tuturor mitropoliilor renovaționiste și a majorității eparhiilor renovaționiste. În leagănul „reînnoirii”, Leningrad, mitropolitul Nikolai Platonov a declarat o ruptură cu religia în primăvara anului 1938 și a devenit un promotor cu normă întreagă al ateismului, subminând astfel în mare măsură autoritatea renovaționiștilor. 
În ianuarie 1940, mitropolitul renovaționist din Kalinin Serghie Kireev  a renunțat efectiv la Biserică. Protopopul Valeri Lavrinov a estimat că, în ajunul Marelui Război Patriotic, existau în URSS între 180 și 200 de parohii renovaționiste.
În 1939-1940 au fost anexate la Uniunea Sovietică zone întinse din Ucraina de Vest, Belorusia de Vest, Moldava și Bucovina de Nord și statele baltice. În același timp, numeroase biserici și mănăstiri ortodoxe situate pe aceste teritorii au devenit subordonate Patriarhiei Moscovei și nu a renovaționiștilor, care, potrivit istoricului Andrei Kostriukov, „a însemnat că deja proiectul renovaționist în ansamblul lui a fost închis”
. Pe de altă parte, Anatoli Krasnov-Levitin a notat că, la începutul invaziei germane, renovaționiștii au încercat să deosebească cât mai puțin posibil de biserica patriarhală .
Din 1939, mitropolitul Vitalie (Vvedenski) al Reîntregirii nu a numit pe nimeni la posturile vacante și a interzis episcopilor diecezani să viziteze bisericile din eparhia lor, precum și să hirotonisească preoți. De fapt, sub presiunea autorităților, el conducea biserica renovaționistă pe drumul spre desființare. Până în 1941, au rămas doar câțiva episcopi, cu una sau trei biserici în fiecare eparhie. Singurele excepții au fost diecezele din Moscova și Asia Centrală (care aveau câte 6-7 biserici fiecare) și cele din Caucazul de Nord și Kuban (10-11 biserici fiecare). În Moscova, după 1927, au existat șase biserici renovaționiste, iar în Leningrad, după închiderea în masă a bisericilor după 1937, au mai rămas doar două biserici renovaționiste.

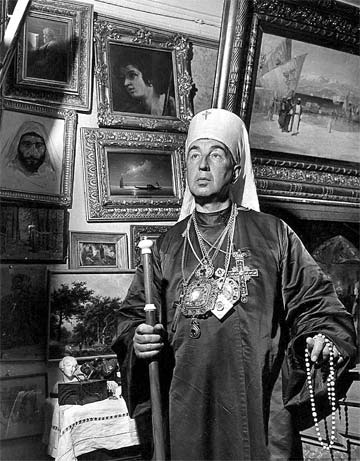
Alexandr Vvendenski în 1941

Odată cu izbucnirea Marelui Război pentru Apărarea Patriei, Biserica renovaționistă a reușit să-și extindă oarecum activitățile: participarea slujbele din biserică a crescut, iar în unele locuri autoritățile au încetat să mai împiedice deschiderea bisericilor și participarea credincioșilor la slujbe. Preoții bisericilor renovaționiste au îndemnat oamenii să facă fapte de arme și de muncă, să strângă bani pentru ostașii răniți și pentru fondul de apărare.
La 6 octombrie, primul ierarh renovaționist, Vitaly (Vvedenski), a intrat în concediu și a predat puterea adjunctului său, Alexandr Vvedenski. La 10 octombrie, într-o nouă declarație, el și-a clarificat plecarea, calificând-o ca fiind pe termen nedefinit, și a indicat că își transfera toate puterile și prerogativele lui Alexander Vvedensky, numindu-și noul titlu, „Sanctitatea și Preafericirea Sa Primul Ierarh al Moscovei și al tuturor Bisericilor Ortodoxe din URSS”. Titlul a fost introdus fără aprobarea Sinodului, dar toți ierarhii renovaționiști l-au aprobat. Pe 9 și 11 octombrie, din cauza deciziei autorităților de a-i evacua pe liderii renovaționiști din Moscova, a avut loc sfințirea lui Anatoli (Filimonov) ca episcop de Kolomna și a lui Serghie (Larin) ca episcop de Zvenigorod. La 12 octombrie a avut loc ultima ședință a Administrației Bisericești Supreme, în cadrul căreia s-a decis desființarea acestui organism și transferul autorității bisericești depline către întâiului ierarhul, cu dreptul de a o transfera, la discreția sa, oricărei persoane din ierarhie. La 13 octombrie, Întâiul Ierarh Alexandru Vvedenski și Mitropolitul Vitalie (Vvedenski) au călătorit spre est în același vagon cu conducătorii Patriarhiei Moscovei, comunităților baptiste și ai Bisericii Ortodoxe de Rit Vechi și au ajuns la Ulianovsk câteva zile mai târziu. 
În 1942 și în prima jumătate a anului 1943, autoritățile de stat au început treptat să-i respingă pe renovaționiști. Astfel, atunci când în aprilie 1942, primul ierarh l-a numit pe Kornilie (Popov) la conducerea mitropoliei din Voronej, comitetul executiv regional a refuzat să-l înregistreze pe acesta din urmă, spunând că nu-l cunoșteau pe primul ierarh Alexandr Vvedenski și nu puteau înregistra persoanele trimise de el, dar pe patriarhul Serghie îl cunoștea și ar fi înregistrat cu plăcere pe episcopul numit de el. Aproape același lucru s-a întâmplat și cu arhiepiscopul Filaret (Iațenko), numit în primăvara anului 1942 la Sverdlovsk. Perioada primăverii și verii anului 1943 au fost ultima de relativă stabilitate a renovaționismului. La 18 aprilie 1943 a avut loc la Moscova ultima consacrare a unui episcop de către renovaționiști: Serghei Rumianțev]] a fost înscăunst episcop de Leningrad și a devenit administrator al eparhiei renovaționiste. Până la mijlocul anului 1943, Reînnoitorii aveau 13 episcopi conducători și nu mai puțin de 13 episcopi de rang inferior.
Primele câteva cazuri de treceri ale bisericilor renovaționiste în subordinea Bisericii Patriarhaleau apărut încă din 1942 . În primăvara anului 1943, revenirea parohiilor renovaționiste la Biserica Patriarhală a început să fie mult mai puternică. 
La 4-5 septembrie 1943, Stalin s-a întâlnit cu mitropoliții Serghie (Stragorodski), |Alexie (Simanski) și Nikolai (Iaroșevici) în prezența comisarului pentru afaceri externe V. M. Molotov și a colonelului KGB Gheorghi Karpov. Reprezentanții bisericii renovaționiste nu au fost invitați să participe la întâlnire, deoarece conducerea URSS a optat pentru Biserica Patriarhală. La 12 septembrie 1943 a avut loc întronizarea patriarhului Serghie, iar o zi mai târziu a fost înființat Sovietul pentru Afacerile Bisericii Ortodoxe Ruse, condus colonelul de Gheorghi Karpov. Istoricul rus Mihail Șkarovski identifică mai multe motive pentru care conducerea URSS a pariat pe biserica patriarhală, și nu pe renovaționiști: lipsa sprijinului pentru renovaționism în rândul publicului larg din țară și din străinătate, nerecunoașterea bisericii renovaționiste de către majoritatea bisericilor ortodoxe locale, precum și faptul că Biserica patriarhală a fost într-o mai mare măsură purtătoarea tradițiilor naționale. Conform ordinului Comisarului Poporului pentru Securitatea Statului Vsevolod Merkulov din 22 septembrie 1943: „Până la instrucțiuni speciale din partea NKGB-ului URSS, nu permiteți disoluția bisericii renovaționiste și trecerea clerului renovaționist la Patriarhia Moscovei, dând instrucțiuni corespunzătoare agenților noștri din rândul conducerii clerului. De asemenea, nu permiteți atacuri sau acțiuni ostile active împotriva Bisericii lui Serghie din partea renovaționiștilor”. În raportul secret al lui Gheorghi Karpov către Stalin din 12 octombrie 1943, se afirmă: „În legătură cu alegerea lui Serghie ca Patriarh al Moscovei și al întregii Rusii, se observă confuzie în rândul clerului bisericii renovaționiste. O parte a clerului renovaționist nu vede nicio perspectivă de păstrare a curentului renovaționist și și-a exprimat dorința de mutare la biserica lui Serghie. Din partea unora dintre ei există chiar apeluri directe la Patriarhia Moscovei”. 
La 16 octombrie 1943, Gheorghi Karpov a trimis o scrisoare secretă Sovietelo Comisarilor Poporului din republicile sovietice, comitetelor executive ale ținuturilor și regiunilor: „Consiliul pentru Afaceri ale Bisericii Ortodoxe Ruse de pe lângă Consiliul Comisarilor Poporului din URSS ne informează, spre știință, că în acele cazuri în care clerul renovaționist, din proprie inițiativă, trece de la orientarea renovaționistă la cea a bisericii patriarhale a lui Serghie, aceștia nu trebuie împiedicați. Nu trebuie descurajat nici transferul unor grupuri de credincioși, sau al unor parohii în general, la cererea credincioșilor, de la biserica renovaționistă la biserica lui Serghie. Condițiile de primire a mitropoliților, episcopilor și preoților de orientare renovaționistă sunt stabilite de Patriarhul Serghie și, la fața locului, de către episcopia sa”.
În ședința din 20, 22, 26 și 28 octombrie 1943, Sfântul Sinod al Bisericii Ortodoxe Ruse a luat în considerare apelurile mitropoliților Mihail (Postnikov), Corniliu (Popov) și ale arhiepiscopului Petru Turbin și a hotărât că episcopii renovaționiști, și anume cei care au fost hirotoniți înainte de decretul Patriarhului Tihon din 15 aprilie 1924, vor fi primiți cu rangul lor actual conform procedurii simplificate, în timp ce cei hirotoniți după această dată, care nu sunt căsătoriți, vor fi hirotoniți episcopi în Biserica Ortodoxă Rusă.
În noiembrie 1943 a început o migrație în masă a ierarhilor renovaționiști către biserica patriarhală: arhiepiscopii Mihail (Postnikov) (5 noiembrie 1943) s-au pocăit) și, Georghi Konstantinovski (9 noiembrie 1943), mitropolitul Iaroslavlui Corniliu (Popov) (4 decembrie 1943), arhiepiscopii Zvenigorodului Andrei (Rastorguev) (21 decembrie 1943) și Tașkentului Serghie (Larin) (27 decembrie 1943), mitropolitul Tihon (Popov) (5 ianuarie 1944), arhiepiscopul Tulei Piotr (Тurbin)]] (17 ianuarie 1944), mitropolitul Vitalie (Vvendenski) (2 martie 1944), mitropolitul Mihail (Orlov) (10 martie 1944), arhiepiscopul Alma-Ataului Antonie (Sinițîn) (10 mai 1944), arhiepiscopul Alexandr (Riabțovski), episcopul Serghie (Rumianțev) (28 iulie 1944). După aceasta, transferul episcopilor s-a oprit. Karpov a încercat să îl influențeze pe Alexandr Vvedenski, deoarece transferul său la Patriarhia Moscovei era foarte dorit și ar fi putut accelera foarte mult procesul de lichidare a renovaționismului. Cu toate acestea, Alexandru Vvedenski a sperat până la capăt că autoritățile nu vor îndrăzni să lichideze renovaționismul și a continuat să administreze parohiile aflate în declin pronunțat . La mijlocul lunii octombrie 1943, prim-ierarhul renovaționist Alexandr Vvedenski s-a întors la Moscova. El a încercat să treacă de la Sovietul pentru afacerile Bisericii Ortodoxe Ruse la Sovietul pentru Cultele Religioase creat în mai 1944, care ar fi legitimat efectiv existența renovaționismului ca organizație independentă de Biserica Ortodoxă Rusă. Dar Vvedenski a fost refuzat fără nicio explicație..
Cu toate acestea, reunificarea a fost dificilă și nu a fost lipsită de rezistență din partea clerului renovaționist. Acest lucru a fost valabil mai ales în regiunile în care schisma avea o poziție puternică – în sudul Rusiei (Krasnodar și Stavropol), în Caucazul de Nord și în Asia Centrală.. Conform rapoartelor oficiale, la 1 aprilie 1944, parohii renovaționiste mai erau active în următoarele republici autonome din RSFSR Kabardino-Balkaria (2), Osetia de Nord (3), în ținuturile Stavropol (55) și Krasnodar (86) și regiunile Ivanovo (2), Iaroslavl (2), Orel (10), Arhangelsk (1), Stalingrad (1), Sverdlovsk (7). La începutul primăverii anului 1944, Alexandr Vvedensky a călătorit de la Moscova la Ulianovsk. După botezul fiicei sale, Vvedensky s-a trezit literalmente captiv în oraș. Legitimația eliberată la Moscova de Karpov, care asigura trecerea gratuită între orașe în condiții de război, a fost „brusc” invalidată. Telegramele trimise de Vvedensky au rămas fără răspuns. Scrisorile și telegramele de la preoți și laici cu rugăminți trimise lui Vvedensky nu au reușit să ajungă la el. În acest timp, a început o avalanșă de transferuri de biserici renovaționiste în subordinea Patriarhiei .
La 15 august 1944, președintele Sovietului pentru afacerile Bisericii Ortodoxe Ruse, G. G. Karpov, s-a adresat lui Stalin, Molotov și Beria cu o propunere de „accelerare a procesului de dezintegrare a renovaționismului”. El a remarcat că în URSS au rămas doar 147 de biserici renovaționiste, dintre care 86 în Ținutul Krasnodar și 42 în Ținutul Stavropol. Cu toate acestea, aceste cifre erau incomplete, deoarece existau 81 de biserici renovaționiste în Regiunea Rostov și 102 biserici renovaționiste în Ucraina.. În decembrie 1944 s-a reluat trecerea ierarhilor renovaționiști la Biserica Patriarhală: arhiepiscopul Kubanului Vladimir (Ivanov) (28 decembrie 1944)), iar procesul a continuat în cursul anului 1945: arhiepiscopul Dimitrie (Lobanov) al Rîbinskului (începutul anului 1945), mitropolitul Stavropolului Ermoghen (Kojin) (1 februarie 1945), mitropolitul Arhanghelskului Meihisedec (Nikolaev) (28 martie 1945), mitropolitul Zvenigorodului Sofronie (Ivanțov) (25 septembrie 1945) și episcopul provincial Vladimir (Dubciuk).
Moartea lui Alexandr Vvedenski (25 iulie 1946) a încheiat procesul de consolidare a Bisericii Ortodoxe Ruse. În acel moment, aproape toate parohiile și clerul renovaționist se alăturaseră Patriarhiei Moscovei. În țară rămăseseră doar câteva comunități conduse de preoți care, din motive canonice, fuseseră lipsiți de slujirea lor în caz de pocăință. Ultimii episcopi renovaționiști care au recunoscut Biserica Patriarhală au fost arhiepiscopii Gavriil (Olhovik) (1948), Serafim (Коrоvin) (1 august 1948) și Alexandr (Șcerbakov) (17 aprilie 1949). Ultimul ierarh renovaționist din URSS a fost Filaret (Iațenko), mitropolit de Krutițî, care s-a considerat ultimul prim ierarh al bisericii renovaționiste . El a murit la începutul anului 1951. Nikolai Solovei, ultimul ierarh renovaționist nepocăit, a murit în 1953 la Montevideo.

## Relația cu bisericile ortodoxe
Pentru a confirma corectitudinea cursului ales în ochii întregii lumi creștine, renovaționiștii au acordat o importanță extremă relațiilor cu alte biserici ortodoxe. Reprezentanții de la Moscova ai Bisericilor Ortodoxe de la Constantinopol și Alexandria au recunoscut statutul canonic al renovaționismului ca biserică ortodoxă locală din Rusia. Reprezentantul Patriarhului Constantinopolului, arhiepiscopului Sinaiului, arhimandritul Vasilios Vatopedinos și reprezentantul Patriarhului Alexandriei, arhimandritul Pavel (Katapodis) au sprijinit începutul schismei acțiunile renovaționiștilor , inclusiv în sinodurile clerului renovaționist, , iar Vasilios Vatopedinos a fost comuniune euharistică cu sinodul renovaționist. Cu toate acestea, Patriarhia de Constantinopol „era conștientă de acest lucru și nu l-a condamnat [pe Vasilios]] în niciun fel pentru aceasta. Se poate presupune că, dacă nu ar fi fost Cortina de Fier și obstacolele din partea guvernelor turc și sovietic în ceea ce privește vizita unei delegații a Patriarhiei de Constantinopol aici și a unei delegații renovaționistă în Turcia, cooperarea ar fi avut loc la un nivel mai înalt. Patriarhia Constantinopolului era pregătită în acel moment să accepte ca reprezentanți oficiali ai Bisericii Ortodoxe Ruse tocmai pe reprezentanții renovaționiștilor” Amestecul Patriarhiei de Constantinopol nu a făcut decât să agraveze situația deja extrem de dificilă a Bisericii Patriarhale din Rusia și aproape a dus la o ruptură completă între cele două Patriarhii. După cum a remarcat preotul Alexandr Mazîrin, poziția Patriarhiei Constantinopolului din anii 1920 și 1930 față de schisma renovaționistă a fost determinată nu atât de principiile canonice ale bisericii, cât de factori politici: în esență, Patriarhii Constantinopolului înclinau spre cei care aveau relații mai bune cu autoritățile sovietice. Dintre cei patru patriarhi răsăriteni, doar Patriarhul Antiohiei nu a intrat în comuniune cu reînnoiții. Acest lucru poate fi explicat probabil prin faptul că ierarhia în biserica Antiohiei nu mai era sub controlul grecilor de la începutul secolului al XX-lea.
Treptat, însă, pe măsură ce persecuția împotriva bisericii din URSS s-a intensificat, problema relațiilor cu patriarhii răsăriteni a devenit mai puțin presantă atât pentru Patriarhia Moscovei, cât și pentru renovaționiști. Nu sunt cunoscute contacte ale cercurilor bisericești rusești cu aceste patriarhii în a doua jumătate a anilor 1930.

## Percepție, evaluare, semnificație

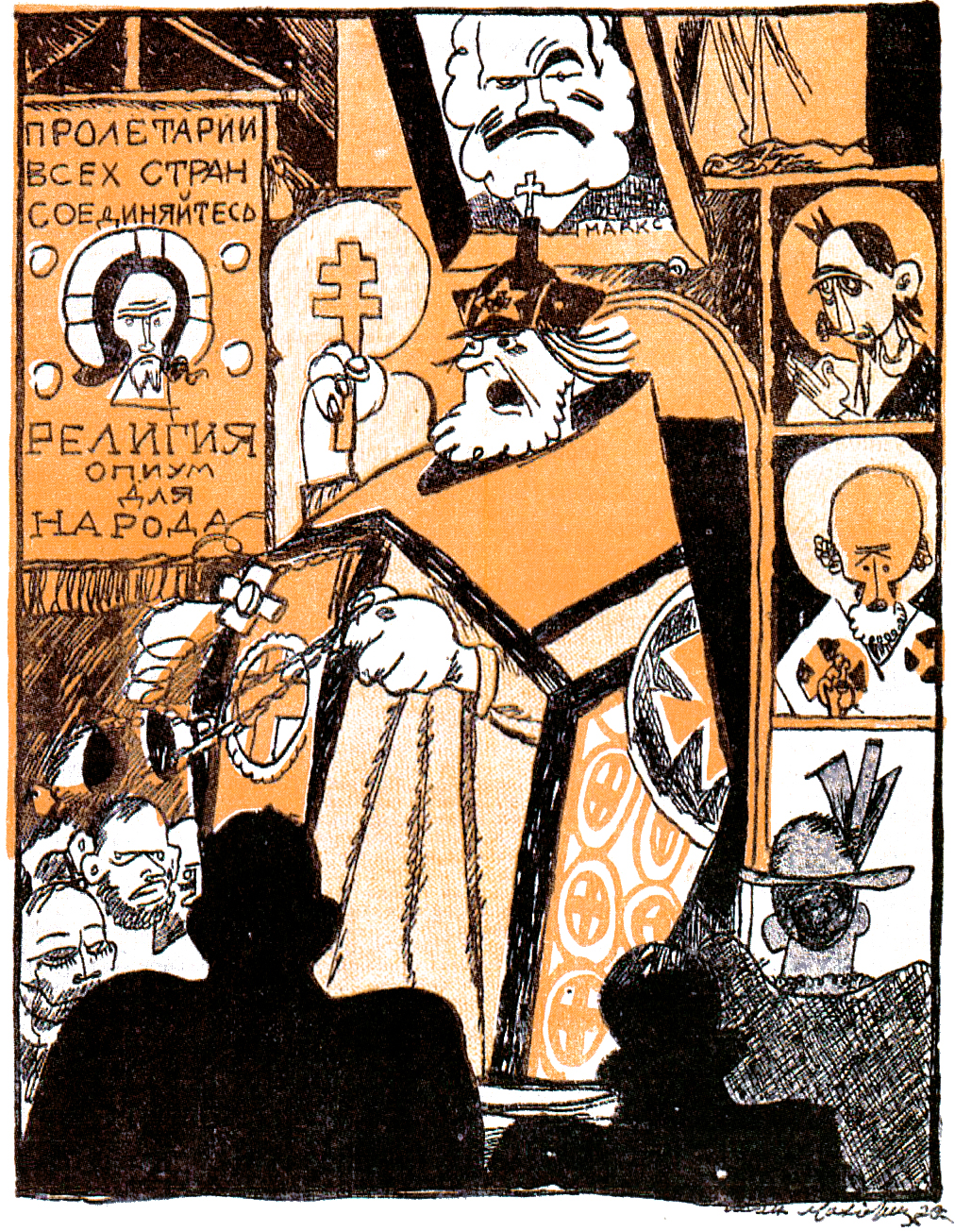
Caricatura a renovaționismului din revista Krokodil (1923)

Ideologii renovaționismului sovietic și-au revendicat originea în mișcarea bisericească de la începutul secolului al XX-lea, care a militat „împotriva regimului sinodal” și a fost susținută de mitropolitul de atunci al Sankt Petersburgului Antonie (Vadkovski). Acest concept a fost acceptat în mare parte, deși cu rezerve, atât de cercetătorii sovietici în domeniul religiei, cât și de istoricii bisericii. Potrivit scrierilor renovaționiste din anii 1920, evenimentele s-au desfășurat după cum urmează: la începutul secolului, în pregătirea sinodului local, a început o discuție despre reforma bisericii; în timpul acestei discuții, a fost elaborată o listă de revendicări, o lista de transformări necesare ale bisericii, care a devenit stindardul mișcării renovaționiste; simultan, s-a format un cerc al celor mai activi susținători ai reformelor, ai cărui membri au devenit mai târziu liderii mișcării de renovaționiste. Conform scrierilor renovaționiste din anii 1920, evenimentele s-au desfășurat astfel: la începutul secolului, în legătură cu pregătirea Consiliului Local, a început o discuție pe probleme de reformă bisericească; în cursul acestei discuții, a devenit clar cercul revendicărilor, acea listă a reformelor bisericești necesare, care a devenit steagul mișcării renovaționiste; în același timp, s-a format un cerc al celor mai activi susținători ai reformelor, ai cărui membri au devenit ulterior șefii mișcării de renovare. Această schemă a fost păstrată în lucrările publicate în perioada sovietică și apoi a fost folosită într-o serie de lucrări generale despre istoria Bisericii Ruse din secolul al XX-lea, publicate în anii 1990. În anii '90, a intrat în uz termenul de „neorenovaționism” ca o caracterizare peiorativă a adepților reformei în biserică.
Cu toate acestea, în anii 2000, identitatea susținătorilor pre-revoluționari ai reformelor în biserică și a renovațioștilor sovietici a fost pusă la îndoială. Aleksandra Pletniova și Alexandr Kravețk în cartea lor „Istoria limbii slavone bisericești în Rusia (sfârșitul secolelor XIX-XX)” (2001) a declarat: „Începând să lucreze la tema «Renovaționismul și limbajul de cult», autorii <...> intenționau să urmărească etapele reformelor întreprinse de renovaționiști, să descrie programele lor lingvistice, să analizeze traducerile pe care le-au realizat etc. Cu toate acestea, familiarizarea cu materialul ne-a obligat să renunțăm la planul inițial, care s-a dovedit a fi bazat pe un mit istoric. O analiză a surselor a arătat că renovaționismul a fost în primul rând o mișcare politică și nu una reformistă. Renovaționiștii nu au elaborat un program bine gândit pentru corectarea sau traducerea cărților liturgice. Declarațiile renovaționiste, chiar dacă menționează aspecte legate de limbajul cultului, sunt, în primul, rând material pentru istoria gândirii sociale și a curentelor politice bisericești<…> materialul demonstrează adesea lipsa de interes a liderilor renovaționiști față de problemele lingvistice . Potrivit autorilor, „originile mișcării renovaționiste ar trebui căutate în așa-numitul «bolșevism bisericesc»”, care a apărut în 1918 și care a fost înțeles ca discursuri ale clerului împotriva preoțimii sub lozinci revoluționare și apelul lor la autoritățile civile împotriva Bisericii. 
Istoricul bisericesc și protopopul Gheorghi Mitrofanov scria în 2008: „...activitățile reformiste ale renovaționiștilor au fost doar o acoperire pentru adevăratele lor activități religioase și politice, inspirate de autoritățile care luptau împotriva lui Dumnezeu, care aveau ca scop distrugerea unității canonice a vieții bisericești rusești și transformarea Bisericii într-un instrument de propagandă al regimului comunist”. 
În același an, un cercetător al renovaționismului, protopopul Valeri Lavrinov, a scris că, la începutul anilor 1930, renovaționiștii au fost forțați să abandoneze aproape toate reformele lor. Singurele reforme care au rămas au fost dreptul la căsătorie al clericilor de rang înalt și respectiv la a doua căsătorie a preoților, deoarece lichidarea acestor instituții avea să pună mulți episcopi și clerici într-o poziție dificilă, citând cuvintele unuia dintre liderii renovaționismului, mitropolitul Nikolai Platonov: „Reformele legate de revizuirea învățăturii dogmatice și privind schimbările în cult, introducerea limbii ruse în serviciul divin etc – toate acestea au fost privite acum cu suspiciune de către sinodul renovaționist”.
Istoricului bisericii, preotul Alexandr Mazîrin, a afirmat: „Contrar stereotipurilor populare, <...> caracteristica principală, esențială, a schismei renovaționiste nu este modernismul, deși a absorbit un număr de moderniști ideologici. De fapt, schisma renovaționistă a fost formată în cea mai mare parte din indivizi care nu au căutat nicio reînnoire sau reformă ecleziastică, cu excepția episcopatului căsătorit și a recăsătoriei clerului. Chiar și opiniile lor cu privire la traducerea slujbelor în limbile moderne erau în realitate în mare parte negative și practicau vechile servicii divine, iar în exterior încercau să nu se deosebească de ortodocși. Principala diferență dintre ei și «tihonoviști», așa cum au început să fie numiți ortodocșii la acea vreme, a fost servilismul lor în fața autorităților sovietice, dorința lor de a se adapta la acestea și de a le sluji.” .